# Daweb (Wahlkreis)
Der Wahlkreis Daweb ist seit dem 9. August 2013 ein namibischer Wahlkreis im Westen der Region Hardap. Der Wahlkreis heißt nach dem gleichnamigen Fluss. Verwaltungssitz ist das Dorf Maltahöhe. Der Wahlkreis grenzt im Osten an die Wahlkreise Mariental-Stadt, Gibeon und Rehoboth-Land. Der Wahlkreis hat knapp 6100 Einwohner (Stand 2023) auf einer Fläche von mehr als 40.200 km².

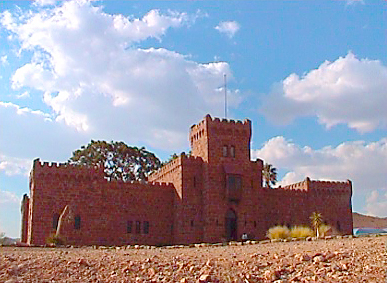
Schloss Duwisib im Wahlkreis Daweb

## Wahlen
| Wahl | Name              | Partei | Stimmenanteil |
| ---- | ----------------- | ------ | ------------- |
| 2015 | Hercules Jantze   | SWAPO  | 68,8 %        |
| 2020 | Nikodemus Motinga | LPM    | 57,3 %        |